# Такфир
Такфи́р (араб. تكفير‎) — в исламе обвинение в неверии (куфре). В вопросе внешних признаков перехода человека из веры (иман) в неверие (куфр) является предметом спора между различными мусульманскими течениями, и зачастую эти мнения полностью противоречат друг другу. Сунниты считают, что человек, совершивший большие грехи, не становится неверующим, но становится грешным мусульманином (фасик). Согласно суннитским представлениям о вере, поступки людей связаны с их верой, которая может убавляться и прибавляться. Сунниты говорят о неверии, если человек отрицает существование Аллаха, исламскую доктрину о пророчестве, Коран и какую-нибудь из его частей, хотя бы одного из пророков, которые были упомянуты в Коране и хадисах, и в других случаях. Тех, кому выносится такфир, называют кафирами; а людей, чрезмерствующих в вынесении такфира, — такфиритами.

## История
Первым отклонением в правилах такфира считаются взгляды первых представителей хариджизма, которые подняли на этой почве восстание против халифа Али ибн Абу Талиба. Во время Первой фитны, когда столкнулись войска Али и наместника Сирии Муавии ибн Абу Суфьяна, они согласились на третейский суд, чтобы прекратить междоусобицу. Но в итоге этот процесс не привёл к ожидаемому результату, и часть войска Али объявила о том, что идея третейского суда противоречит утверждению, что «суд принадлежит только одному Аллаху». Они объявили о своём раскаянии по поводу согласия на этот суд, и потребовали того же от Али, на что Али заявил, что суд в исламе действительно принадлежит Аллаху, но осуществление этого суда лежит на людях, которые должны выносить вердикты согласно словам Аллаха, что и является «судом Аллаха». В ответ эти сторонники откололись от войска Али и обвинили его и его сторонников в неверии (куфре), осуществив тем самым такфир. Представители этого течения именуются «хариджитами» (خَارِجِيّ‎, дословно — «раскольники, сепаратисты»).

## Различия между течениями
Внешние признаки перехода человека из веры (иман) в неверие (куфр) являются предметом спора между различными мусульманскими сектами и течениями, и зачастую эти мнения полностью противоречат друг другу.
- Хариджиты считают неверными мусульман, совершивших большие (или «смертные») грехи, и считают, что они попадут навечно в Ад. Но со временем хариджиты разделились на более мелкие течения, и их взгляды на такфир изменились. Так, азракиты считают мусульман, совершивших большие грехи, неверующими (кафир) и многобожниками (мушрик), в то время как ибадиты считают таких людей мусульманами, но «не праведниками». Надждиты же считают кафирами только тех людей, которые упорствуют в своём грехе[1].
- Мутазилиты не считают совершившего большие грехи мусульманина ни мусульманином, ни кафиром, таким образом ставя его в промежуточное положение между этими категориями людей (араб. المنزلة بين المنزلتين‎ манзила бейна манзилятайн)[1].
- Мурджииты же считают такого человека мусульманином, утверждая, что греховные дела вообще не влияют на веру человека.

### Суннитское положение о такфире
Сунниты считают, что человек совершивший большие грехи, не становится неверующим, но становится грешным мусульманином (фасик). Сам по себе грех, согласно суннитским источникам, не выводит человека из лона религии, но если человек считает этот грех дозволенным, то он становится кафиром. Сунниты отвергают мутазилитские доктрины о «промежуточном пространстве», говоря о том, что человек может быть либо мусульманином, либо неверующим. Они также отвергают мурджиитские идеи о том, что грехи не влияют на уровень имана человека, потому что об изменчивости уровня веры у человека и о том, что праведный мусульманин не равен грешнику, говорится в аятах Корана и многочисленных хадисах.
Согласно суннитским представлениям о вере, поступки людей связаны с их верой, которая может убавляться и прибавляться. Вера не является лишь теорией, а применяется на практике в повседневной жизни. Если вера человека несколько убавляется, то можно говорить о том, что его вера несовершенна, но этот человек с несколько несовершенной верой не впал в неверие. Грехи не делают человека неверующим, хотя он несёт ответственность за их совершение.
Позиция суннитов в вопросе такфира основывается на аятах Корана. Так, убийство человека хоть и является большим грехом, но его совершение не выводит человека из лона ислама, а родственники могут требовать казни или помиловать убийцу, которого Коран называет братом (в религии). «Предписано вам возмездие за убитых… А кому будет прощено что-нибудь его братом, то — следование по обычаю и возмещение ему во благе». В другом аяте говорится о двух враждующих друг с другом отрядах мусульман — «И если бы два отряда из верующих сражались, то примирите их».
Согласно единогласному мнению (иджме) мусульманских богословов (улемов), если грешник ушёл из жизни, не раскаявшись за свои грехи, то его состояние будет зависеть от воли Аллаха. Аллах может простить грешника, но может и наказать, ввергнув его на некоторое время в огонь ада. Умершего грешного мусульманина хоронят, согласно мусульманским погребальным обрядам (джаназа), на мусульманском кладбище. Над усопшим совершается джаназа-намаз и возводится мольба (дуа) о прощении его грехов.

## Примеры проявления неверия
Сунниты говорят о неверии того или иного человека только в нижеследующих случаях:
- отрицание существования Аллаха, того, что Он достоин поклонения людей, и т. п.;
- признание других божеств или объектов поклонения помимо Аллаха;
- признание воплощения Аллаха в чём-то материальном;
- понимание имён Аллаха в том смысле, который противоречит их внешнему смыслу;
- отрицание исламской доктрины о пророчестве;
- отрицание хотя бы одного из пророков, которые были упомянуты в Коране и хадисах;
- обожествление пророков;
- оскорбление пророков;
- убеждения о том, что святые и праведники выше положением, чем пророки[3];
- отрицание Корана и какой-нибудь из его частей и др.